# Pieśń Sybilli

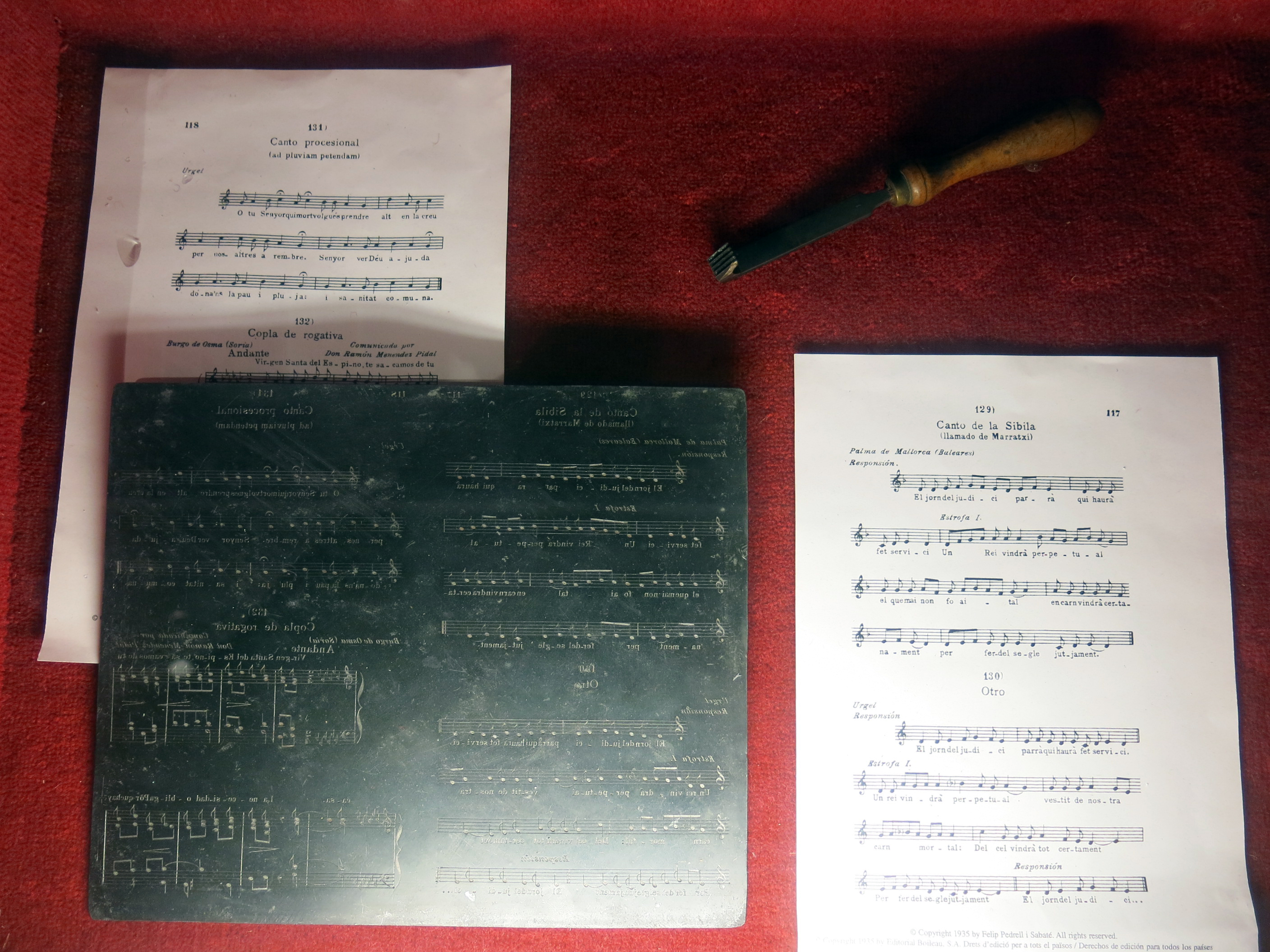
„Pieśń Sybilli” – nuty, Museu de la Música w Barcelonie

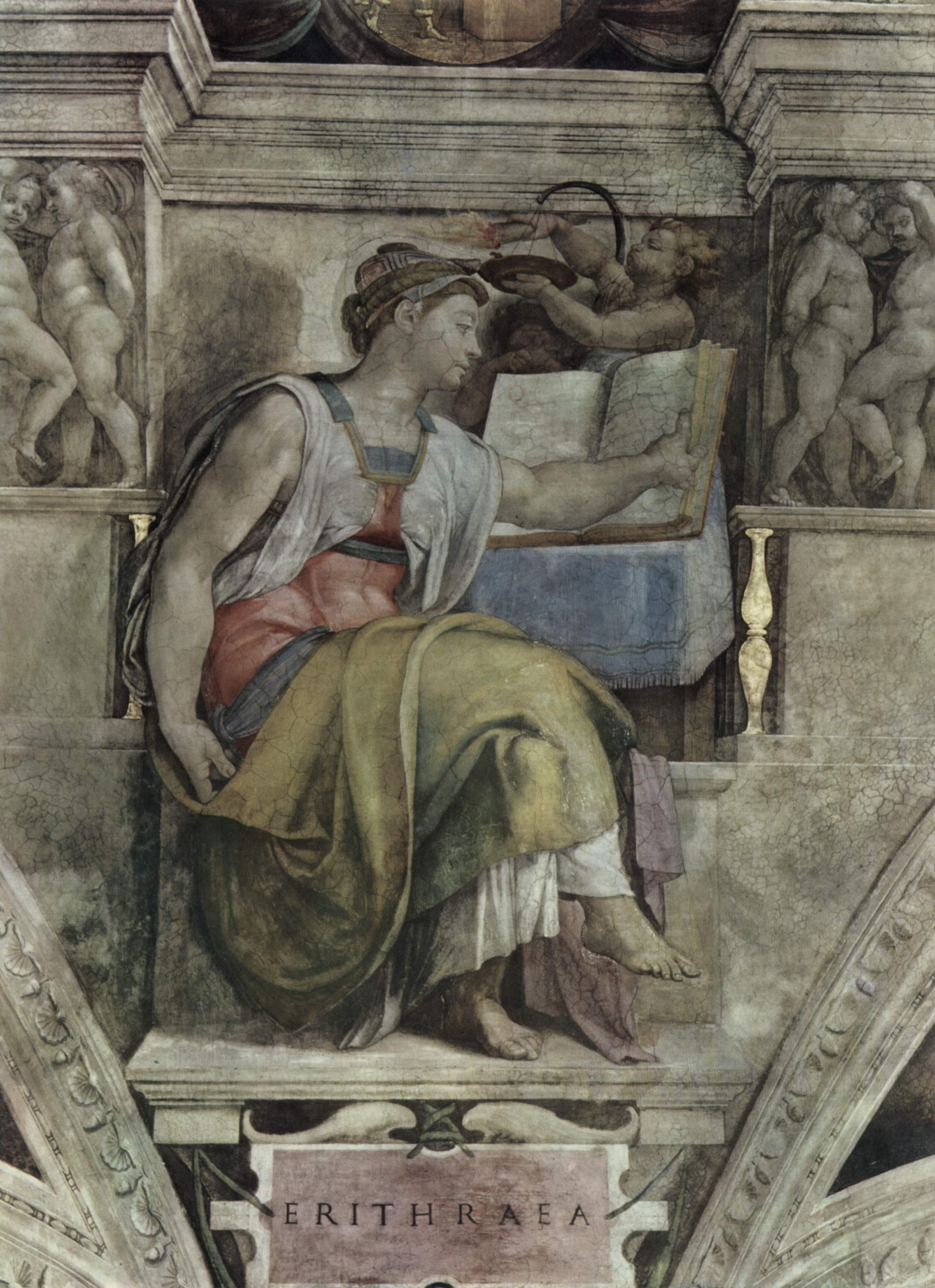
Sybilla erytrejska, fresk Michała Anioła w Kaplicy Sykstyńskiej

Pieśń Sybilli (łac. Versus Sibyllae de die Judicii, kat. El Cant de la Sibil·la) – chorał gregoriański wykonywany a cappella od wczesnego średniowiecza jako element wezwania podczas liturgii wigilijnej kościołach katolickich na Półwyspie Iberyjskim, Majorce i Sardynii.
W 2010 roku „Pieśń Sybilli” na Majorce została wpisana na listę niematerialnego dziedzictwa UNESCO.

## Historia
Pierwsze strofy pieśni Sybilli pojawiają się w języku łacińskim w dziele Augustyna z Hippony z V wieku pt.: „Państwo Boże” (łac. De Civitate Dei contra Paganos) w księdze 18 jako tłumaczenie z języka greckiego proroctw dnia Sądu Ostatecznego przypisywanych Sybilli erytrejskiej. Pierwsze litery każdego wersu po znalezieniu ich odpowiednika w alfabecie greckim tworzą akrostych Iesous Creistos Theou Uios Soter. W manuskrypcie „Państwa Bożego” z Escorial, tekst łaciński opatrzony jest neumami, które mogły być dodane do oryginału w X wieku:

Iudicii signum tellus sudore madiscet:

ę cęlo rex advient per secla futurus,

siciliet ut carne presens ut iudicet orbem.

unde deum cernit incredulus adque fideelis

celsum cum sanctis eui iam termino in ipso.

sic anime cum carne aderunt quas iudicat ipse,

cum iacet incultus denis in uepribus orbis.

reicient simulacra uiri cunctam quoque gazam

exurent terras ignis pontumque celumque

inquirens tetri portas effringeret auerni

sanctorum sed enim cunctę lux libera carni

tradetur sontes eterna flamma cremabit.

Z powodu neumów, Boynton wskazuje na możliwość tego, że wersy te mogły być śpiewane jako cześć „Państwa Bożego”, zanim zaczęły być wykonywane osobno. Najwcześniejsze wersje znajdują się w zbiorach poezji śpiewanej. Ponadto „Pieśń Sybilli” została umieszczona również w Sermo de symbolo przypisywanym Augustynowi a najprawdopodobniej autorstwa Quodvultdeusa z Kartaginy, który czytany był w wielu kościołach podczas wezwania w czasie Bożego Narodzenia. Według Malay pieśń wraz z innymi elementami Sermo de symbolo została użyta przez Pawła Diakona w jego homilii „Vos inquam convenio o Iudei”, czytanej podczas wezwania podczas liturgii wigilijnej.
Od X wieku „Pieśń Sybilli” występuje w różnych wersjach w dokumentach na terenie Katalonii, Włoch, Kastylii i Francji. W XIII wieku pojawiła się w języku katalońskim. Pieśń przykazywana była ponadto w tradycji ustnej z pokolenia na pokolenie.

## „Pieśń Sybilli” na Majorce
„Pieśń Sybilli” przywędrowała na Majorkę wraz z chrystianizacją wyspy. Tradycyjnie była wykonywana przez 12-letnich chłopców, a współcześnie coraz częściej przez dziewczynki, w towarzystwie dwóch ministrantów. Wykonujący pieśń ubrany jest w białą lub kolorową uroczystą szatę, czasami zdobioną haftami na brzegach i kołnierzu, na którą zazwyczaj narzucana jest peleryna. Nakrycie głowy śpiewaka jest w tym samym kolorze co szata.
Dzieci, śpiewając, przechodzą przez kościół w stronę prezbiterium. Śpiewak trzyma przed sobą skierowany ostrzem do góry miecz a ministranci świece. Pieśń kończy znak krzyża nakreślony w powietrzu przez śpiewaka.
Pieśń jest tradycyjnie śpiewana a cappella a muzyka organowa rozbrzmiewa pomiędzy wersami pieśni.
Poniżej tekst pieśni wykonywanej na Majorce:

El jorn del judici
parrà qui haurà fet servici.
Jesucrist, Rei universal,

home i ver Déu eternal

del cel vindrà per a jutjar

i a cada u lo just darà.
Gran foc del cel devallarà;

mar, fonts i rius, tot cremarà.

Los peixos donaran grans crits

Perdent los naturals delits.
Ans del Judici l'Anticrist vindrà

i tot lo món turment darà,

i se farà com Déu servir

i qui no el crega farà morir.
Lo seu regnat serà molt breu;

en aquell temps sots poder seu

moriran màrtirs tots a un lloc

aquells dos sants, Elíes i Enoc.
Lo sol perdrà la claredat

mostrant-se fosc i entelat,

la lluna no darà claror

i tot lo món serà tristor.
Als mals dirà molt agrament:

– Anau, maleïts, en el turment!

anau, anau al foc etern

amb vostron príncep de l'infern.
Als bons dirà: – Fills meus veníu!

benaventurats posseïu

el regne que està aparellat

des de que el món va ser creat.
Oh humil Verge! Vos qui heu parit

Jesús Infant aquesta nit,

a vostro Fill vullau pregar

que de lo infern nos vulla guardar.
El jorn del judici
parrà qui haurà fet servici.

W 2010 roku „Pieśń Sybilli” na Majorce została wpisana na listę niematerialnego dziedzictwa UNESCO.

## Nagrania
Istnieje wiele współczesnych nagrań „Pieśni Sybilli”, m.in. w wykonaniu Marii del Mar Bonet (BMG-Ariola 250265, 1979), Jordiego Savalla i Montserrat Figueras (Astrée (Naïve) Música Ibérica ES 9971, 1988; Astrée (Naïve) Música Ibérica ES 9942, 1996) czy Dead Can Dance (Aion, 1990).